# Pütz (Bedburg)
Pütz ist ein Stadtteil von Bedburg im Rhein-Erft-Kreis, Nordrhein-Westfalen. Ortsbürgermeister ist Andreas Welp (SPD).

## Lage
Pütz liegt westlich von Bedburg. Am nordöstlichen Dorfrand verläuft die Bundesautobahn 61. Die Anschlussstelle Bedburg liegt an der südöstlichen Ortsecke.

## Geschichte

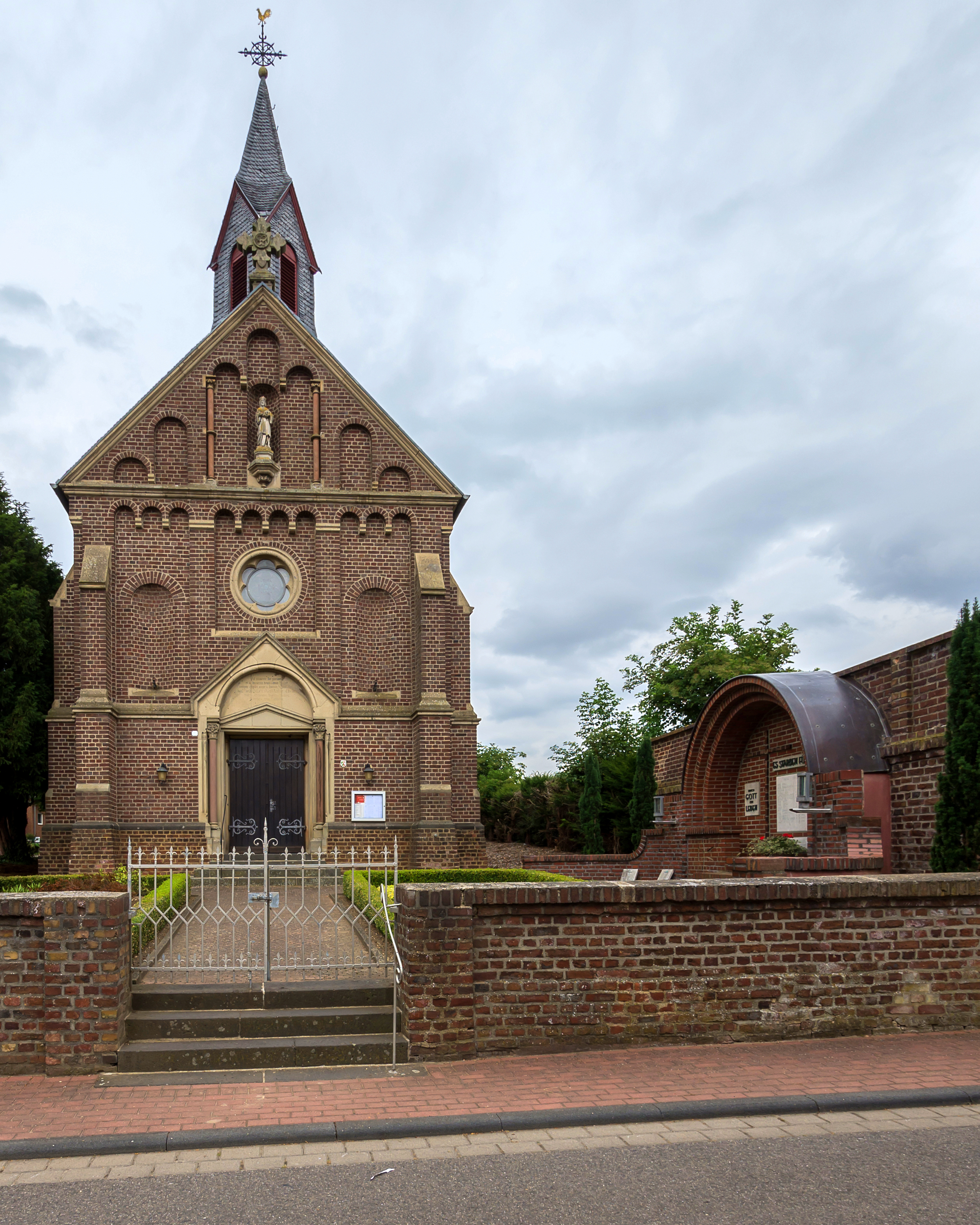
Nepomuk-Kapelle + Ehrenmal

Der Fronhof in Puthze, der damals zum Kloster Füssenich gehörte, wurde 1194 erstmals urkundlich erwähnt. Die katholische Kapelle St. Johannes Nepomuk ist eine Filialkirche von Kirchherten. Sie wurde zuerst 1766 als Barockbau errichtet und 1888 durch einen einschiffigen, neuromanischen Neubau nach Plänen von Erasmus Schüller ersetzt.
Am 27. Februar 1945 endete in Pütz die Zeit des Nationalsozialismus und der Zweite Weltkrieg. Alliierte Truppen überquerten die Rur am 23. Februar (siehe Operation Grenade); sie nahmen in der Nacht vom 25. auf den 26. Februar 1945 Grottenherten unter Dauerbeschuss. Die meisten deutschen Tiger-Panzer zogen sich zurück. Am frühen Morgen des 27. Februar fiel Grottenherten. Auch Pütz und Königshoven wurden nach starkem Artilleriebeschuss und dem Abwurf von Kettenbomben erobert.
In Pütz gibt es eine jahrhundertealte Taxuslaube, die von der Stadt gepflegt wird.
Am 1. Januar 1975 wurde Pütz in die Stadt Bedburg eingegliedert.

## Verkehr
Die VRS-Buslinie 905 der Rhein-Erft-Verkehrsgesellschaft verbindet den Ort mit Bedburg und Königshoven. Zusätzlich verkehren einzelne Fahrten der auf die Schülerbeförderung ausgerichteten Linie 987.
| Linie | Verlauf |
| ----- | --- |
| 905   | Stadtbus Bedburg: Bedburg Bf – Bedburg-West – Kirchtroisdorf – Grottenherten – Kirchherten – Pütz – Königshoven – Kaster – Lipp – Bedburg Rathaus – Bedburg Bf – Blerichen – Kirdorf |
| 987   | Schülerverkehr Bedburg |